# Герб Великоновосілківського району
Герб Великоновосілківського райо́ну — офіційний символ Великоновосілківського району Донецької області, затверджений рішенням сесії районної ради від 28 лютого 2007 року.

## Опис
Щит понижено перетятий лазуровим і чорним. На першому полі сходить золоте сонце з сімнадцятьма променями, обтяжене срібним човном у вигляді голуба. На другому полі зелені стовпи. Щит обрамлено соняшниками й колосками пшениці, обвитими червоною стрічкою з срібним написом «Великоновосілківський район».
Комп'ютерна графіка — В. М. Напиткін, К. М. Богатов.